# Aire protégée en Suède
Les aires protégées de Suède sont définies comme étant des espaces délimités où la nature est légalement protégée, elles sont réglementées par le code de l'environnement national.
La Suède est le premier pays d'Europe à avoir créé des aires protégées, ceci dès 1909 avec la création de neuf parcs nationaux et la rédaction d'une loi définissant le statut de monument naturel (Naturminne). 
En Suède, la nature est omniprésente, les forêts, de conifères principalement, recouvrent les deux tiers du pays qui compte environ 23 hab/km². Le pays est riche en lacs et ses côtes découpées accueillent de nombreuses espèces d'oiseaux marins qui accompagnent les phoques. Les alpes scandinaves viennent ajouter du relief à son paysage.
Il existe plusieurs catégories d'aires protégées en Suède qui offrent différents niveaux de protection, comme les parcs nationaux et les réserves naturelles. À la législation suédoise il faut ajouter les aires protégées en vertu des conventions internationales : les sites Ramsar, les réserves de biosphère et le patrimoine mondial par exemple.

## Diversité des aires protégées

### Parcs nationaux

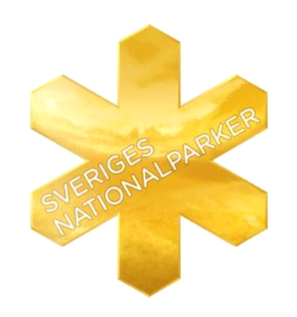
Logo officiel des Parcs nationaux de Suède

Les parcs nationaux (Nationalparker) représentent le plus haut degré de protection pour des espaces naturels en Suède. Ils sont désignés par l'agence de la protection de la nature suédoise (Naturvårdsverket) et l’État en détient la propriété pour la majeure partie des surfaces. La gestion est assurée par les administrations des comtés. 
Pour être désigné « parc national », une zone naturelle doit répondre à certains critères, notamment être représentative des paysages suédois, comprendre une certaine variété d'habitats naturels et être d'une grande beauté naturelle permettant ainsi d'avoir un bon potentiel touristique.
Environ 81 % de la surface totale des parcs se situe dans les régions alpine ou sub-alpine du comté de Norrbotten.
Les parcs sont généralement découpés en plusieurs zones avec des restrictions d'usage plus ou moins importantes. La réglementation varie d'un parc à l'autre. Dans les zones les plus strictement protégées, l'accès est limité au personnel de gestion et aux chercheurs. Une zone est souvent dévolue au tourisme.
Le symbole des parcs nationaux est un astérisque jaune (flocon de neige).

### Parc national urbain

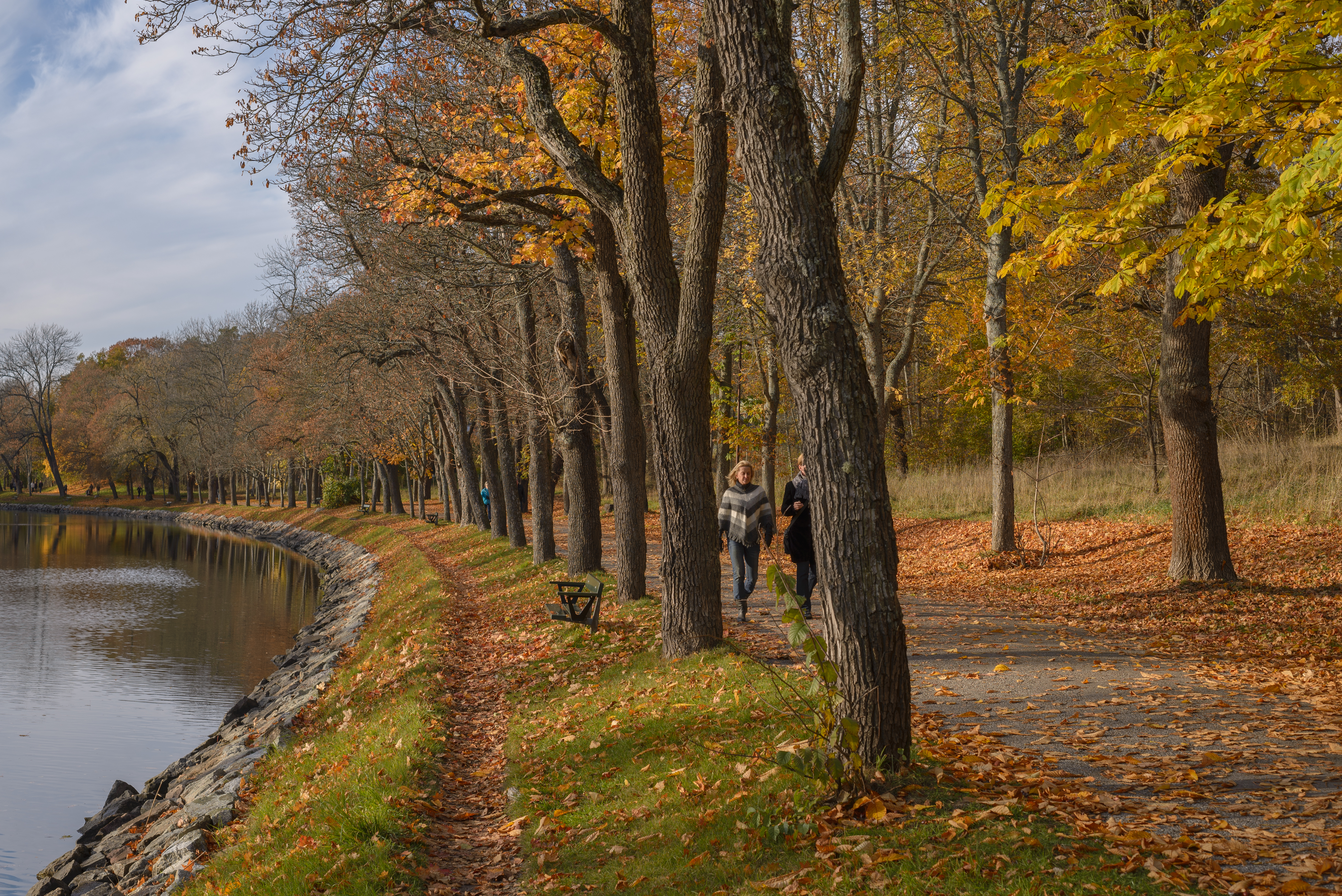
le parc en octobre 2013.

Située au nord-est de la capitale Stockholm, la zone de Ulriksdal–Haga–Djurgården–Brunnsviken a reçu le statut unique de parc national urbain en 1995. Dans le périmètre du parc, plusieurs monuments classés, deux réserves naturelles et un sanctuaire ornithologique contribuent aux patrimoines historique et naturel qu'il a pour mission de protéger. C'est également une zone de loisirs extrêmement appréciée des citadins de Stockholm, Solna et Lidingo.

### Réserves naturelles

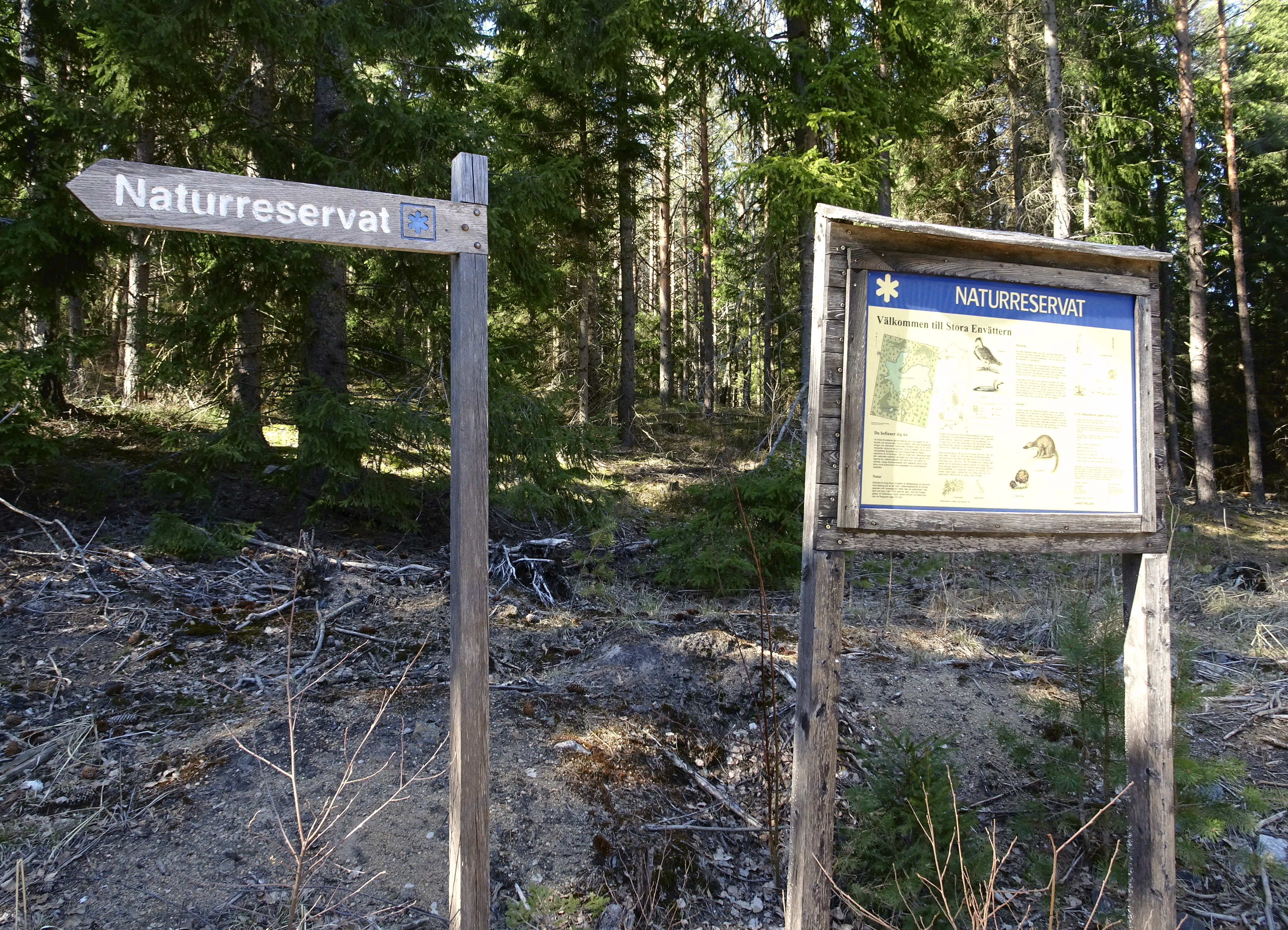
, en avril 2019.

Les réserves naturelles (Naturreservat) sont des aires protégées, établies par les administrations des comtés, les communes, des associations ou encore des propriétaires fonciers, sur la base du code de l'environnement. Les terrains peuvent y être privés ou publics. Les réserves ont pour objectif de protéger la biodiversité mais également d'être des zones de loisirs de pleine nature. Les réserves représentent près de 85 % des aires protégées du pays.
De la même façon que pour les parcs nationaux, la majorité des surfaces des réserves naturelles se situent dans le nord du Jämtland, le Västerbotten et le Norrbotten. 
Le symbole des réserves est un astérisque blanc (flocon de neige), sur fond bleu.

### Zone de protection du biotope
L'objet des zones de protection du biotope (Biotopskyddsområden) est de préserver des habitats naturels particulièrement riches en biodiversité et dont les surfaces ont beaucoup diminué, elles peuvent servir de refuges ou de corridors à des espèces animales ou végétales. Leurs superficies sont normalement inférieures à 20 hectares. Il en existe trois types :
- Sept types de "biotopes" sont protégés au niveau national sur décision du gouvernement : les haies, sources ou petits cours d'eau dans des terrains agricoles humides, des empilement de rochers ou des murets en milieu agricole, les petites zones humides et les ripisylves à saules.
- Sur décision des communes ou des administrations des comtés, des « biotopes » appartenant à une liste qui en recense 16 peuvent être protégés.
- Enfin l'agence des forêts suédoises peut décider de protéger dix-neuf types de "biotope".

### Zones Natura 2000
Les zones Natura 2000 sont les aires protégées de l'Union européenne, il en existe de deux types : les Zones de protection spéciale (ZPS) et les Zones spéciales de conservation (ZSC) créées en application des directives oiseaux de 1979 et habitats de 1992. Les zones des deux types se recouvrent en grande partie.
L'objectif des directives européennes précédemment citées était de mettre en place des aires protégées sur des critères scientifiques ce qui était déjà le cas des réserves naturelles suédoises. Ainsi une grande partie des sites Natura 2000 se retrouve dans des réserves naturelles.
La plus importante densité de sites Natura 2000 se trouve dans la région biogéographique alpine. En 2018, 46 % des sites Natura 2000 y sont localisés. C'est là que la taille moyenne des sites est la plus grande avec la région boréale. Dans les autres zones le réseau Natura 2000 couvre entre 5 et 7 % des surfaces avec principalement des sites de petite superficie.
 En mer Baltique, 11 % des eaux nationales sont protégées par des zones Natura 2000 ainsi que 30 % dans la zone atlantique.

### Zones de conservation de la nature
Les zones de conservation de la nature (Naturvårdsområden) sont une catégorie d'aires protégées qui a existé entre 1974 et 1999. Elles ont ensuite majoritairement été reconverties en réserves naturelles, cependant certaines ont conservé l'ancien statut.

### Sanctuaires pour la vie animale / végétale

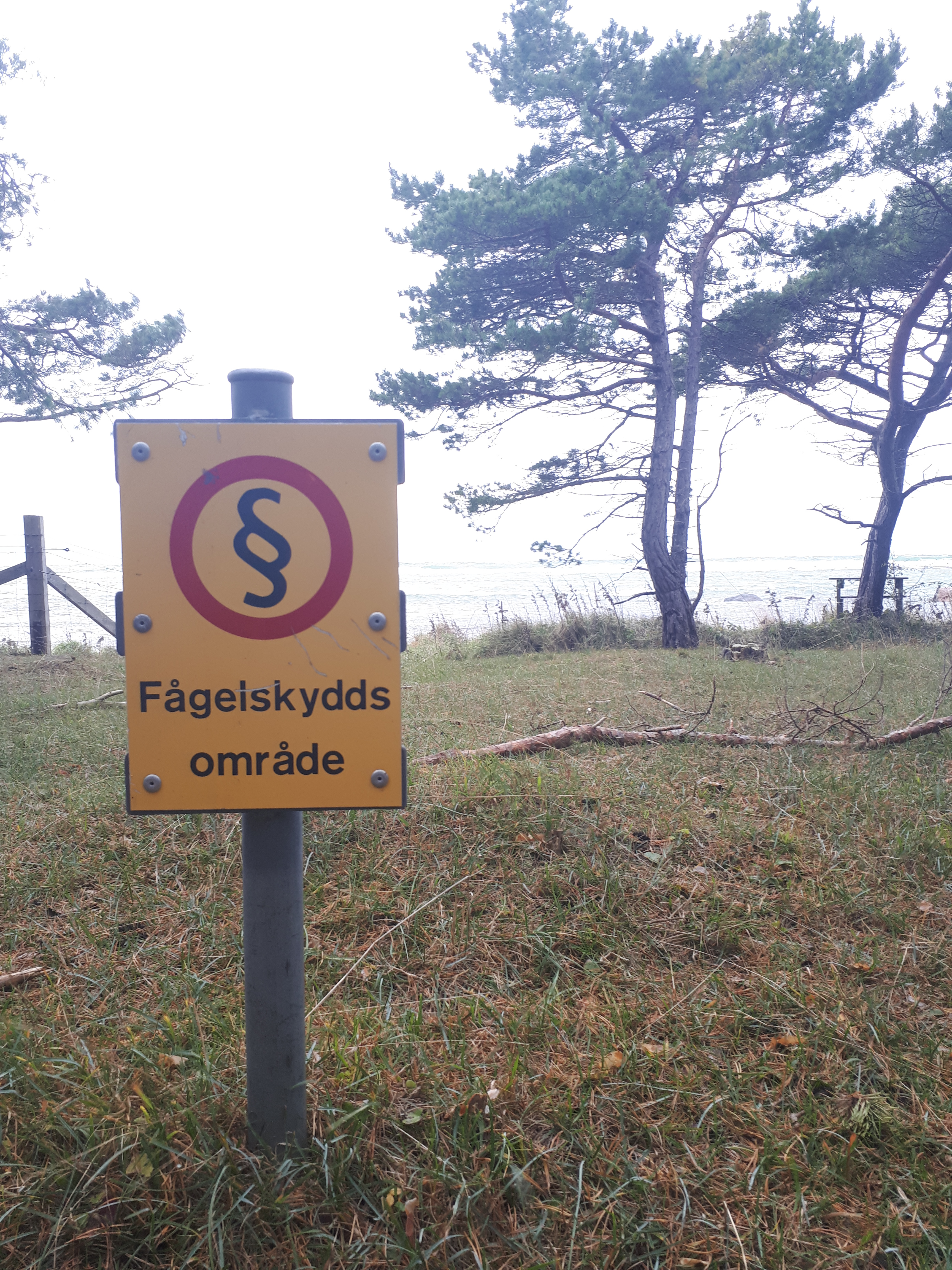
Un panneau indiquant un sanctuaire à oiseaux.

Les sanctuaires pour la vie animale (Djurskyddsområden) sont le plus souvent des protections pour les oiseaux ou les phoques le long de la côte. Il s'agit de zones interdites d'accès pendant la saison de reproduction. Ils peuvent se superposer à d'autres types d'aires protégées. Par exemple, le parc national d'Ängsö comprend un fågelskyddsområde (fågel = oiseau). il existe également (au moins en principe) des växtskyddsområden (pour les plantes).

### Désignations internationales

#### Sites Ramsar
La convention de Ramsar enjoint les États partis à recenser les zones humides d'importance internationale dans le but de les protéger. Elle est entrée en vigueur en Suède le 5 avril 1975. En janvier 2020, le pays compte 68 sites Ramsar, couvrant une superficie de 6 654,74 km2 (soit 1,5% du territoire suédois).

#### Réserve de biosphère
Les réserves de biosphère sont des sites de démonstration et de mise en œuvre du Programme sur l'homme et la biosphère (MAB) de l'UNESCO. Ces réserves sont découpées en trois zones, le "centre" qui doit obligatoirement être protégé par la législation nationale, la "zone tampon" et la "zone de coopération". Elles sont créées sur demande des autorités locales. L'ensemble des réserves est réuni au sein d'un réseau de coopération international.

#### Sites naturels du Patrimoine mondial
Le patrimoine mondial de l'UNESCO liste les sites et monuments les plus irremplaçables pour l'humanité. Une fois inscrit, sur proposition des États, ils doivent être protégés dans la législation nationale. En Suède, trois d'entre eux sont des sites naturels, sur un total de quinze :
- La Haute Côte / Archipel de Kvarken
- La région de Laponie
- Le Paysage agricole du sud d'Öland

### Cas des aires marines protégées
Il n'existe pas de statut spécifique d'aire protégée pour le milieu marin en Suède, ainsi les catégories précédemment citées s'appliquent aussi bien aux aires marines protégées qu'aux espaces naturels terrestres protégés.
La première aire marine protégée (AMP) créée est une réserve naturelle en 1980, avec des propositions émises dès 1972. Le nombre de réserves marines a ensuite augmenté progressivement, avec une accélération à partir de 2010, pour atteindre un total de 56 en 2015. Cette lenteur à établir des aires marine protégées s'expliquerait par un manque de moyens des comtés (ceux-ci sont à l'origine de la création de la majorité des réserves naturelles) pour réaliser des inventaires en milieu aquatique. Les autres raisons étant la forte opposition rencontrée contre la création d'aires protégées de la part des propriétaires (nombreux dans les archipels), des municipalités côtières et des pêcheurs. Les auteurs d'une étude réalisée en 2017 notent l'influence « disproportionnée » de la pêche commerciale dans les prises de décision pour ne pas créer d'AMP.
4,6 % des eaux suédoises sont protégées dont 0,5 % par la partie marine du parc national de Kosterhavet, créé en 2009.

## Superficie globale et couverture du territoire
|                                               | Nombre d'entités | Surface en hectare (ha) | pourcentage du territoire national |
| Parc national                                 | 30               | 743 235                 | 1,6 %                              |
| Réserve naturelle                             | 4 930            | 4 808 590               | 9,5 %                              |
| Zone de conservation de la nature             | 90               | 149 161                 | 0,3 %                              |
| Zone de protection du biotope dans les forêts | 8 251            | 3 392                   | 0,1 %                              |
| Zone de protection du biotope, autre          | 114              | 314                     | < 0,1 %                            |
| Parc national citadin                         | 1                | 2 614                   | < 0,1 %                            |
| Natura 2000                                   | 4 539            | 7 794 568               | 12,9 %                             |
| Total                                         |                  | 8 690 671               | 14,5 %                             |

- Les sanctuaires de vie animale ne sont pas comptabilisés.
- Pour bien comprendre le calcul du total des surfaces, il est important de rappeler qu'une forte proportion de sites Natura 2000 se situent dans des réserves naturelles ou d'autres types d'espaces naturels protégés.

## Gouvernance et participation des populations locales
La création d'aires protégées, déjà ancienne en Suède, était à l'origine le résultat d'une politique très hiérarchisée. Les parcs sont mis en place pour préserver une nature supposée vierge, sur la base de dires d'experts sans grande prise en compte des populations locales et de leurs activités. 
Cependant un changement est advenu, peu après 2002, vers plus de participation locale, comme le montrent les âpres négociations lors de la création du parc national de Kosterhavet et du site du patrimoine mondial de la région de Laponie. Ce mouvement s'est fait largement en coïncidence avec une évolution du discours de la protection de la nature, à l'échelle internationale, pour une prise en compte des intérêts des populations indigènes.
Le partage des responsabilités pour la gestion des aires protégées se fait largement au cas par cas et implique davantage les propriétaires fonciers en Suède que les pouvoirs publics locaux ou les responsables d'activités économiques. Le modèle suivi est celui de la déconcentration et de la privatisation et est mis en place face à des problèmes spécifiques rencontrés dans les différents parcs nationaux et autres espaces naturels protégés.

### Participations des peuples autochtones: les Samis
Les Samis forment un peuple autochtone d'Europe, reconnu par l'Organisation internationale du travail,. Ils vivent en Laponie, une région à cheval sur quatre pays : la Suède, la Norvège, la Finlande et la Russie. Selon une thèse soutenue en 2017, et bien que sur-représentée dans la population des parcs nationaux, les Samis restent sous-représentés dans la gouvernance de ces aires protégées. Cet état de fait pourrait avoir plusieurs causes : l'absence de plan national pour la participation des Samis et du public en général, dans les aires protégées, un manque de confiance des Samis envers les autorités nationales, bâti sur leurs relations passées et enfin des négociations déséquilibrées.

## Évaluation du dispositif

### Du point de vue de la sauvegarde de la biodiversité
Plusieurs études se sont intéressées à l'efficacité des aires protégées suédoises comme outils de protection de la biodiversité.
Une réduction de l'abondance des oiseaux de 20 % est observée jusqu'à 1 km de distance des routes. En Suède environ 4 % de la surface des ZPS se situe dans ce périmètre routier avec pour résultat une diminution de 1 % de l'abondance potentielle des oiseaux sur l'ensemble des aires considérées. Pour les côtes et la région Sud, 25,8 % de la surface des ZPS est comprise dans des zones d'impact des infrastructures de transport soit une diminution de 4 à 7 % de l'abondance potentielle en oiseaux dans ces régions.
Une autre étude, publiée en 2019, s'est intéressée aux oiseaux côtiers dans un archipel de la côte est de la Suède. Dans cet archipel les sanctuaires de vie animale comptent plus d'espèces que les réserves et les zones non protégées. Selon les auteurs cet outil est efficace pour protéger les oiseaux, en particulier les espèces spécialistes. Cependant il reste des points chauds de biodiversité ornithologiques locaux non protégés.

### Du point de vue de la réduction des impacts humains
Dans le nord de la Suède, où des forêts non protégées et des espaces naturels protégés partagent les mêmes caractéristiques écologiques, une équipe de chercheurs a comparé les taux de mortalité par braconnage de trois mammifères carnivores : le lynx boréal, l'ours brun et le glouton. Les résultats de l'étude menée dans les parcs montrent un taux de mortalité par la chasse illégale plus élevé à l'intérieur des parcs nationaux. Le braconnage est lié à une faible surveillance des aires protégées par les autorités locales ainsi qu'une une faible fréquentation du public. En parallèle, la capacité de déplacement des chasseurs a augmenté car ils utilisent des engins à moteur tel que le motoneige, malgré leur interdiction dans les aires protégées.